# Рубеж «Танненберг»
Бои за рубеж «Танненберг» (Бои за Синимяэские высоты,эст. Sinimägede lahing; нем. Die Schlacht um die Tannenbergstellung) —  стратегически важное столкновение между оперативной группой «Нарва», входившей в состав Группы армий «Север», и силами Ленинградского фронта Советского Союза. Рубеж был занят советскими войсками в ходе стратегической Прибалтийской операции 1944 года. Бои за Синимяэские высоты считаются одними из самых кровопролитных сражений за все времена на территории Эстонии.

## Предыстория
После шестимесячной обороны Нарвского плацдарма немецкие войска 26 июля 1944 года отступили к линии Танненберга на холмах Синимяэ.

## Галерея

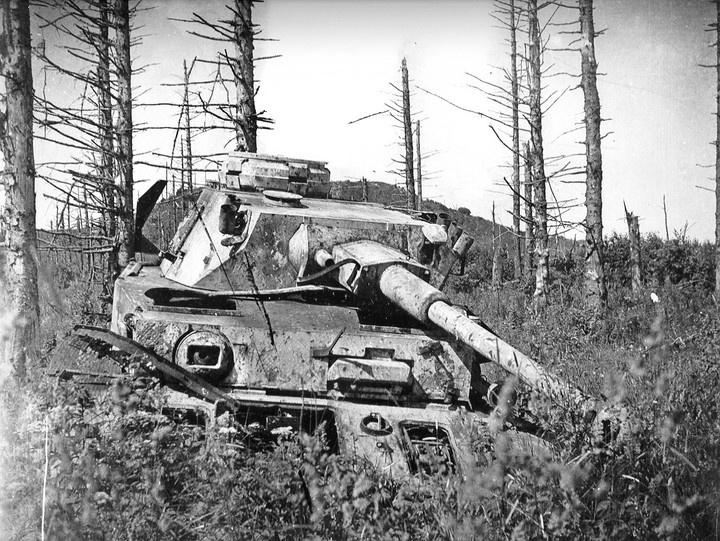
Уничтоженный Panzer IV на рубеже «Танненберг», 1944 год
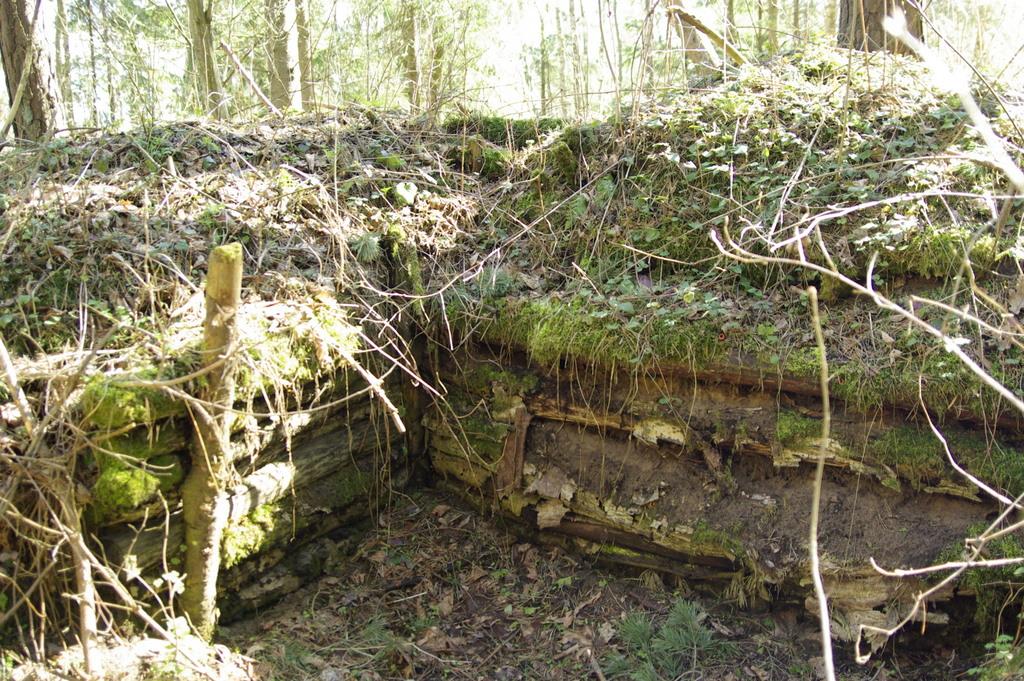
Остатки окопов на рубеже «Танненберг», 2008 год

## Название и значение
Название рубежа по мысли пропагандистов нацистской Германии должно было поддержать ослабевший боевой дух немецко-фашистских войск: в битве под Танненбергом во время Восточно-Прусской операции 1914 года были окружены и потерпели поражение два корпуса 2-й армии России под командованием генерала Самсонова.
Однако, трюк геббельсовской пропаганды оказался не совсем удачным. Танненберг (ныне — Стембарк) напоминал солдатам не только о боевом успехе, но и о жестоком поражении. В Грюнвальдской битве, в немецкой историографии называемой Битва у Танненберга, в 1410 году польские и литовско-русские войска наголову разбили немецких рыцарей-крестоносцев Тевтонского ордена. Этот исторический факт является куда более ярким, чем не приведшая к каким-либо существенным последствиям победа немцев над войсками русского генерала Самсонова в 1914 году.
Немецкое командование весьма серьёзно оценивало роль и значение рубежа. Захваченные пленные показывали, что германское командование намеревается удерживать рубеж «Танненберг» до последнего солдата. Об этом свидетельствовало, в частности, обращение командира 2-го армейского корпуса генерала Хассе:

Балтийское предмостное укрепление является волнорезом непосредственно перед воротами родины от стремящегося с востока большевистского потока. Оно осуществляет связь с Финляндией и представляет собой опору, на которой строится защита северного фланга Европы. Оно является основой немецкого господства в Балтийском море, которое обеспечивает родине безопасность и снабжение немецкой индустрии ценным сырьём. … 700 лет назад в Прибалтике шла борьба не только за прибалтийские страны и за Балтийское море, но также за судьбу и сохранность немецкого государства. Это политическое наследие, которое создали наши отцы и прадеды и за которое они проливали кровь, должно найти преемников. В этом смысл сегодняшней борьбы против большевизма, его должен осознать каждый немец…
Весьма показательно, что в этом обращении нет слов о «высоком предназначении» Германии, характерных для начала и середины войны.
С весны 1944 года массово отдаются приказы и указания Гитлера и Генерального штаба сухопутных войск, требовавшие создания городов-крепостей и опорных пунктов, которые войска должны были оборонять до последнего солдата. Командующий ГА «Север» генерал-полковник Линдеман заявил: «Мы стоим в преддверии фатерлянда. Каждый шаг назад приближает войну к Германии. Ни шагу назад — таков наш лозунг». Депеша из Берлина гласила: «Линию „Танненберг“ оборонять до последнего солдата. Каждый, кто покинет позиции без приказа, будет расстрелян». Вступивший в должность в конце июля командующий ГА «Север» генерал-полковник Шернер приказал «держаться до последнего солдата и не сдавать без боя ни одной позиции… расстреливать на месте каждого солдата, обнаруженного в тылу».

## В кино
Бои за Синимяэские высоты показаны в эстонской военной драме «1944».